# John Langley
John Arthur „Art” Langley (ur. 25 czerwca 1896 w Melrose, zm. 5 marca 1967 w Eustis) – amerykański hokeista.
Był członkiem amerykańskiej drużyny hokejowej, która zdobyła srebrny medal podczas Zimowych Igrzysk Olimpijskich w 1924 roku. Grał na pozycji bramkarza, był zmiennikiem Alphonse’a Lacroix.